# Barra d'Alcântara
Barra d'Alcântara är en kommun i Brasilien.   Den ligger i delstaten Piauí, i den östra delen av landet, 1 200 km nordost om huvudstaden Brasília. Antalet invånare är 3 852. Arean är 351 kvadratkilometer.
Terrängen i Barra d'Alcântara är huvudsakligen kuperad, men den allra närmaste omgivningen är platt.
Omgivningarna runt Barra d'Alcântara är huvudsakligen savann. Runt Barra d'Alcântara är det glesbefolkat, med 12 invånare per kvadratkilometer.